# Zhang Huixin
Zhang Huixin (5 de abril de 1982) es una deportista china que compitió en taekwondo. Ganó una medalla de oro en el Campeonato Asiático de Taekwondo de 2004 en la categoría de –72 kg.

## Palmarés internacional
| Campeonato Asiático | Campeonato Asiático      | Campeonato Asiático | Campeonato Asiático |
| Año                 | Lugar                    | Medalla             | Categoría           |
| ------------------- | ------------------------ | ------------------- | ------------------- |
| 2004                | Seongnam (Corea del Sur) | Medalla de oro      | –72 kg              |